# Solenodon marcanoi
Espèce
Statut de conservation UICN

 EX  : Éteint
Solenodon marcanoi est une espèce de mammifères soricomorphes de la famille des Solenodontidae qui comprend des sortes de grandes musaraignes primitives, terrestres, nocturnes, fouisseuses et insectivores, dont la morsure est venimeuse. Cette espèce autrefois présente uniquement en République dominicaine est aujourd'hui éteinte. En plus des invertébrés, cet animal pouvait aussi consommer parfois des reptiles, des fruits et légumes, ou même des volailles. Ce sont l'activité humaine et l'arrivée des chiens et chats qui ont contribué à sa disparition, mais probablement plus encore l'introduction du rat sur l'ile d'Hispaniola .

## Classification
Cette espèce a été décrite pour la première fois en 1962 par le paléontologue américain Bryan Patterson (1909-1979). 
Classification plus détaillée selon le Système d'information taxonomique intégré (SITI ou ITIS en anglais) :
 règne : Animalia ; sous-règne : Bilateria ; infra-règne : Deuterostomia ; embranchement : Chordata ; sous-embranchement : Vertebrata ; infra-embranchement : Gnathostomata ; super-classe : Tetrapoda ; Classe : Mammalia ; sous-classe : Theria ; infra-classe : Eutheria ; ordre : Soricomorpha ; famille : Solenodontidae, genre : Solenodon.
Traditionnellement, les espèces de cette famille sont classées dans l'ordre des Insectivora, un regroupement qui est progressivement abandonné au début du XXIe siècle.